# Stawki (Wodzisław Śląski)
Stawki – część miasta  Wodzisławia Śląskiego, położona wzdłuż ulic Pszowskiej i Dąbrowskiej, na północny zachód wodzisławskiej starówki. 